# Teddy, the Rough Rider
Teddy, the Rough Rider est un court métrage américain réalisé par Ray Enright et sorti en 1940.
Il a remporté l'Oscar du meilleur court métrage en prises de vues réelles lors de la 13e cérémonie des Oscars en 1941.

## Synopsis

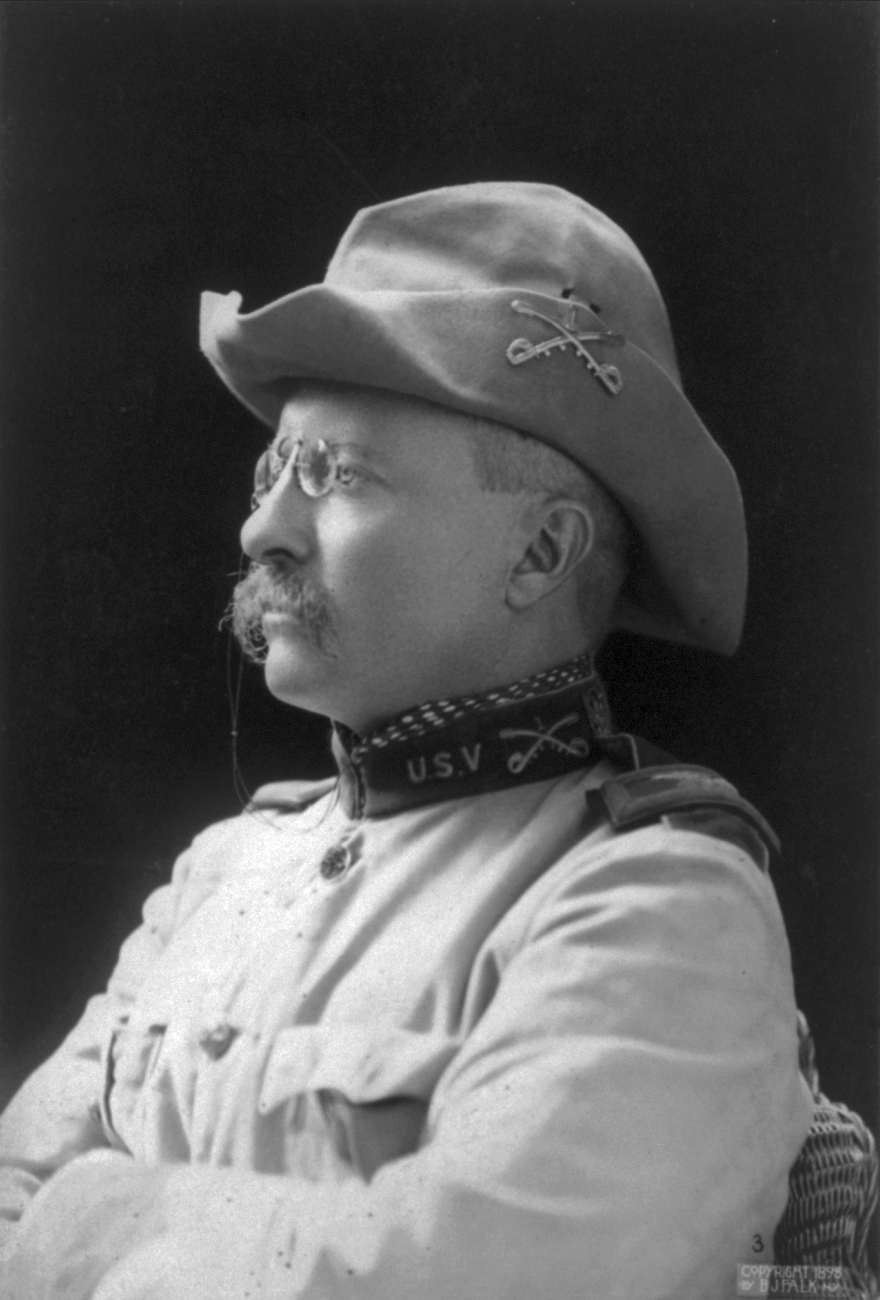
Theodore Roosevelt en 1898

Le film retrace la carrière politique de Theodore Roosevelt à partir de 1895.

## Fiche technique
- Réalisation : Ray Enright
- Scénario : Charles L. Tedford
- Production : Warner Bros.
- Directeur de la photographie : Ray Rennahan
- Musique : Howard Jackson
- Montage : Everett Dodd
- Durée : 19 minutes
- Date de sortie : 24 février 1940

## Distribution
- Sidney Blackmer : Theodore Roosevelt
- Pierre Watkin : Senator Platt
- Arthur Loft : Big Jim Rafferty
- Theodore von Eltz : William Loeb, Jr.
- Clay Clement : Avery D. Andrews
- Douglas Wood : President William McKinley
- Robert Warwick : Captain Leonard Woods
- Glenn Strange : Jim Rawlins
- Selmer Jackson : John W. Riggs
- Edward McWade : Russell Alger

## Nominations et récompenses
- 1941 : Oscar du meilleur court métrage en prises de vues réelles